# Franklin-Avenue-Shuttle
| Shuttlezug im Bahnhof Franklin Avenue (2019) |                      |                                            |                                      |
| Geographischer Plan New Yorks mit dem Franklin-Avenue-Shuttle |                      |                                            |                                      |
| Spurweite: | 1435 mm (Normalspur) |                                            |                                      |
| |                      |                                            |                                      |
| \| \| \| Franklin Avenue \| IND Fulton Street Line \| \| \| \| Franklin Avenue \| Eingleisigkeit \| \| \| \| \| Lefferts Place \| \| \| \| Bedford Station \| \| \| \| \| \| Atlantic Avenue \| \| \| \| \| LIRR Atlantic Branch \| \| \| \| ehemals zur LIRR Atlantic Branch \| \| \| \| \| \| Pacific Street \| \| \| \| \| Dean Street \| \| \| \| Dean Street (geschlossen 1995) \| \| \| \| \| \| Bergen Street \| \| \| \| \| St. Marks Avenue \| \| \| \| \| Prospect Place \| \| \| \| Park Place \| \| \| \| \| \| Park Place \| \| \| \| \| Eingleisigkeit \| \| \| \| \| \| \| \| \| \| IRT Eastern Parkway Line \| \| \| \| Franklin Avenue–Medgar Evers College \| \| \| \| \| Botanic Garden \| \| \| \| \| \| \| \| \| \| \| \| \| \| \| Consumers Park \| \| \| \| \| (ab 1924 Botanic Garden, geschlossen 1928) \| \| \| \| \| BMT Brighton Line \| \| \| \| \| \| \| \| \| \| Prospect Park \| \| \| \| \| BMT Brighton Line \| \| |                      |                                            |                                      |
| U-Bahn-Haltepunkt / Haltestelle quer (im Tunnel) |                      | Franklin Avenue                            | IND Fulton Street Line               |
| U-Bahn-Kopfbahnhof Anfang Hochstrecke |                      | Franklin Avenue                            | Eingleisigkeit                       |
| |                      |                                            | Lefferts Place                       |
| ehemaliger U-Bahn-Haltepunkt / Haltestelle |                      | Bedford Station                            | Bedford Station                      |
| |                      |                                            | Atlantic Avenue                      |
| U-Bahn-Kreuzung mit Eisenbahn mit Tunnelstrecke |                      |                                            | LIRR Atlantic Branch                 |
| U-Bahn-Abzweig geradeaus und ehemals von rechts |                      | ehemals zur LIRR Atlantic Branch           | ehemals zur LIRR Atlantic Branch     |
| |                      |                                            | Pacific Street                       |
| |                      |                                            | Dean Street                          |
| ehemaliger U-Bahn-Haltepunkt / Haltestelle |                      | Dean Street (geschlossen 1995)             | Dean Street (geschlossen 1995)       |
| |                      |                                            | Bergen Street                        |
| |                      |                                            | St. Marks Avenue                     |
| |                      |                                            | Prospect Place                       |
| |                      | Park Place                                 |                                      |
| |                      |                                            | Park Place                           |
| U-Bahn-Kilometer-Wechsel |                      |                                            | Eingleisigkeit                       |
| U-Bahn-Tunnelanfang |                      |                                            |                                      |
| U-Bahn-Strecke (im Tunnel) |                      |                                            | IRT Eastern Parkway Line             |
| U-Bahn-Kreuzung mit Tunnelstrecke und geradeaus oben (im Tunnel) · U-Bahn-Haltepunkt / Haltestelle quer (im Tunnel) |                      | Franklin Avenue–Medgar Evers College       | Franklin Avenue–Medgar Evers College |
| U-Bahn-Haltepunkt / Haltestelle (im Tunnel) |                      | Botanic Garden                             | Botanic Garden                       |
| |                      |                                            |                                      |
| |                      |                                            |                                      |
| ehemaliger U-Bahn-Haltepunkt / Haltestelle |                      | Consumers Park                             | Consumers Park                       |
| |                      | (ab 1924 Botanic Garden, geschlossen 1928) |                                      |
| |                      | BMT Brighton Line                          |                                      |
| |                      |                                            |                                      |
| |                      | Prospect Park                              |                                      |
| |                      | BMT Brighton Line                          |                                      |

Der Franklin-Avenue-Shuttle oder „Franklin Shuttle“ ist eine Shuttlelinie der New York City Subway im New Yorker Stadtbezirk Brooklyn. Mit lediglich vier Bahnhöfen ist er eine der kürzesten U-Bahn-Linien der New Yorker U-Bahn.
Der Shuttle fährt vom U-Bahnhof Franklin Avenue, der an der Grenze zum Stadtteil Bedford–Stuyvesant liegt, durch Crown Heights parallel zur namensgebenden Franklin Avenue bis zum U-Bahnhof Prospect Park im Stadtteil Flatbush am Prospect Park. Als Tangentiallinie stellt der Franklin-Avenue-Shuttle Umsteigeverbindungen zur IND Fulton Street Line, der IRT Eastern Parkway Line und der BMT Brighton Line her, ohne selbst in ein Stadtzentrum zu fahren. Er fährt rund um die Uhr an allen Tagen der Woche.
Der Franklin-Avenue-Shuttle befährt als einzige U-Bahn-Linie New Yorks eine Mischung aus eingleisigen und zweigleisigen Streckenabschnitten. Die Züge begegnen sich im Bereich des U-Bahnhofs Botanic Garden.
Seit 1979 ist die Linie mit dem einheitlichen grauen Shuttle-Signet mit dem Buchstaben S gekennzeichnet. Stellenweise wird auch eines mit dem Buchstaben S und hochgestelltem Buchstaben F verwendet (SF). Betriebsintern bezeichnet die New York City Transit Authority den Franklin-Avenue-Shuttle als „Linie S“, um ihn vom Rockaway-Park-Shuttle „Linie H“ und dem 42nd-Street-Shuttle „Linie 0“ zu unterscheiden.

## Geschichte

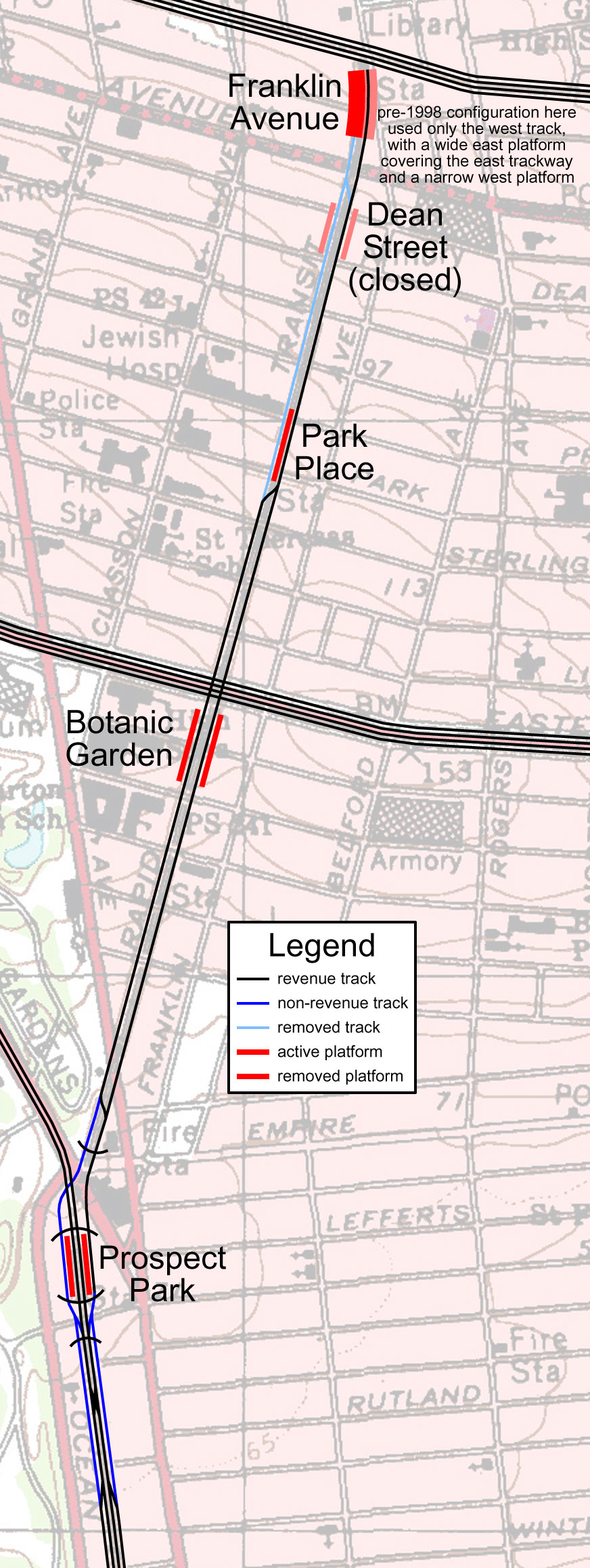
Streckenplan

Die heutige BMT Franklin Avenue Line ist der Restabschnitt einer längeren Eisenbahnstrecke, die 1878 als Dampfeisenbahnstrecke der Gesellschaft Brooklyn, Flatbush, and Coney Island Railroad eröffnet wurde. Sie diente dazu, Ausflugsfahrten aus der Innenstadt Brooklyns an die Atlantikküste zu ermöglichen.
An der Küste lockten Hotels und Erholungsmöglichkeiten auf Coney Island und die Seebäder Manhattan Beach und Brighton Beach zunächst ein zahlungskräftiges, durch die neuen Verkehrsverbindungen und steigende Einkommen dann ein breiteres Publikum an.

### Hochbahn-Betrieb
Nach Ende einer Kooperation mit der Long Island Rail Road fehlte eine direkte Verbindung in die Innenstadt Brooklyns. Ab 1878 endeten die Züge von Süden kommend im Bahnhof Bedford Station an der Atlantic Avenue und Franklin Avenue.
Daher suchte man den Kontakt mit der Kings County Elevated Company, die 1900 die Brighton Beach Line übernahm und im gleichen Jahr ihrerseits von der Brooklyn Rapid Transit Company (BRT) übernommen wurde.
Die Strecke wurde 1896, also noch vor der Einbeziehung ins U-Bahn-Netz, mit der Hochbahnstrecke BRT Fulton Street Line verbunden. Zunächst geschah dies mit einer 1894 bis 1896 gebauten Rampe. Die Brighton Beach Line wurde 1899 mit Oberleitung elektrifiziert. Zwischen 1905 und 1908 wurden alle schienengleichen Bahnübergänge entfernt und die ursprüngliche Rampe durch neue Bahndämme und Hochbahnviadukte ersetzt. Diese Rampe führte vom Abzweig von der Hochbahnstrecke in der Fulton Street hinab zum am Bahnhof Park Place beginnenden Einschnitt.

### U-Bahn-Betrieb
Im Rahmen des Vertrags Nummer 4 der 1913 zwischen der Stadt New York und den privaten U-Bahn-Gesellschaften geschlossenen „Doppelverträge“ führte die BRT ihre Brighton Beach Line mit einem neuen Tunnelabschnitt an der Franklin Avenue Line vorbei direkter ins Stadtzentrum Brooklyns.
Bis 1920 fuhren Züge aus Brooklyn über die Hochbahnstrecken Fulton Street Line und Franklin Avenue Line auf die Brighton Beach Line. In dem Jahr wurde die direkte U-Bahn-Tunnelverbindung der Brighton Beach Line vom Knotenbahnhof DeKalb Avenue in der Innenstadt Brooklyns entlang der Flatbush Avenue zum Bahnhof Prospect Park in Betrieb genommen. Auch am nördlichen Ende der Franklin Avenue Line kappte die BRT im Jahr 1920 die Gleisverbindung zur damaligen Hochbahn Fulton Street Line.
Damit war die traditionelle Streckenführung der Brighton Beach Line in die nur noch von und nach Süden befahrbare Franklin Avenue Line und in die modernisierte Brighton Line aufgeteilt, die eine schnelle Anbindung der Atlantikküste an die Innenstädte ermöglichte. Saisonal beibehalten wurden durchgängige Züge von der Franklin Avenue Line auf die Brighton Line nach Coney Island, um Erholungsuchenden aus der Bronx eine U-Bahn-Verbindung zur Küste mit nur einem Umstieg anzubieten.
Im Bahnhof Prospect Park ermöglicht die bauliche Verbindung bis heute Übergang zur BMT Brighton Line, um die Züge der Shuttlelinien vom und zum Betriebshof zu überführen. Im Bereich der nördlichen Einfahrt dieses Bahnhofs geschah im Jahr 1918 der U-Bahn-Unfall von Malbone Street. Eine ähnliche, aber weniger folgenreiche, Entgleisung mit verletzten Fahrgästen geschah 1974.

### Verfall und Sanierung
Die 1954 eröffnete Culver-Rampe verband die südliche der zwei Hauptstrecken der ehemaligen Independent Subway in Brooklyn mit der BMT Culver Line. Diese neu zusammengesetzte Strecke ist die IND Culver Line. Sie ermöglicht es Fahrgästen aus der Bronx und aus Harlem, ohne Umstieg zur Küste zu fahren. Durch diese Neuerung sanken auf der bis dahin noch bedeutsamen Umsteigeverbindung über die BMT Franklin Avenue Line sehr rasch die Fahrgastzahlen. Von Franklin Avenue fuhren zunächst weiterhin saisonale Züge nach Coney Island. Diese Verkehre endeten 1963, als der reine Shuttle-Betrieb etabliert wurde.
Fehlende Investitionen in die ab den 1940er Jahren fortwährend schwächer genutzte Strecke führten zum Verfall der Anlagen. Erst in den 1990er Jahren konnte die New York State Legislature davon überzeugt werden, der Metropolitan Transportation Authority die Mittel für eine umfassende Sanierung der Strecke bereitzustellen. Dazu wurde sie von 1998 bis 1999 voll gesperrt. Beim Neubau des stählernen Hochbahn-Viadukts im nördlichen Teil wurde der bereits 1995 geschlossene Hochbahnhof Dean Street nicht wieder errichtet.

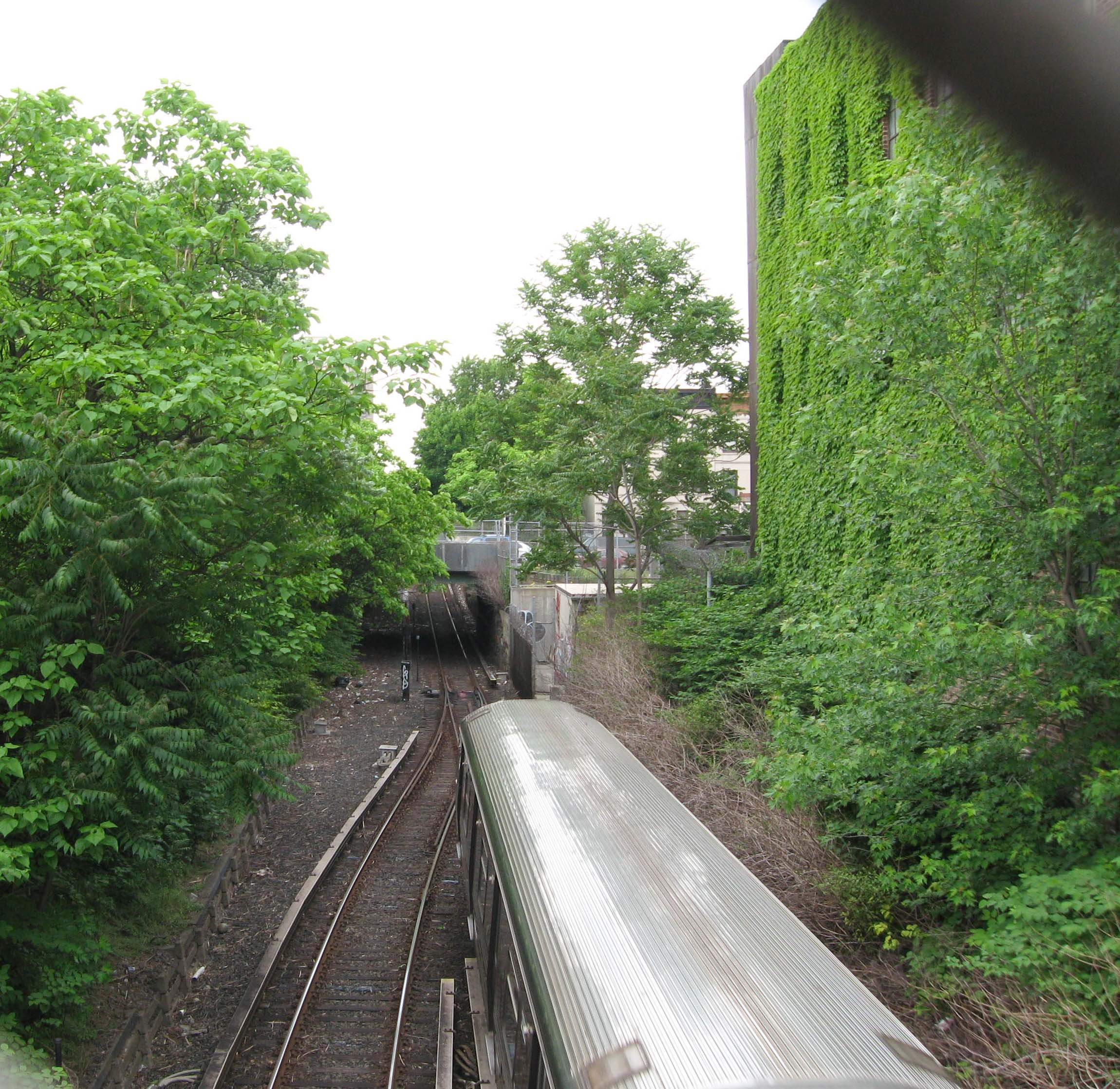
Zug am Anfang des eingleisigen Abschnitts im Norden der Strecke
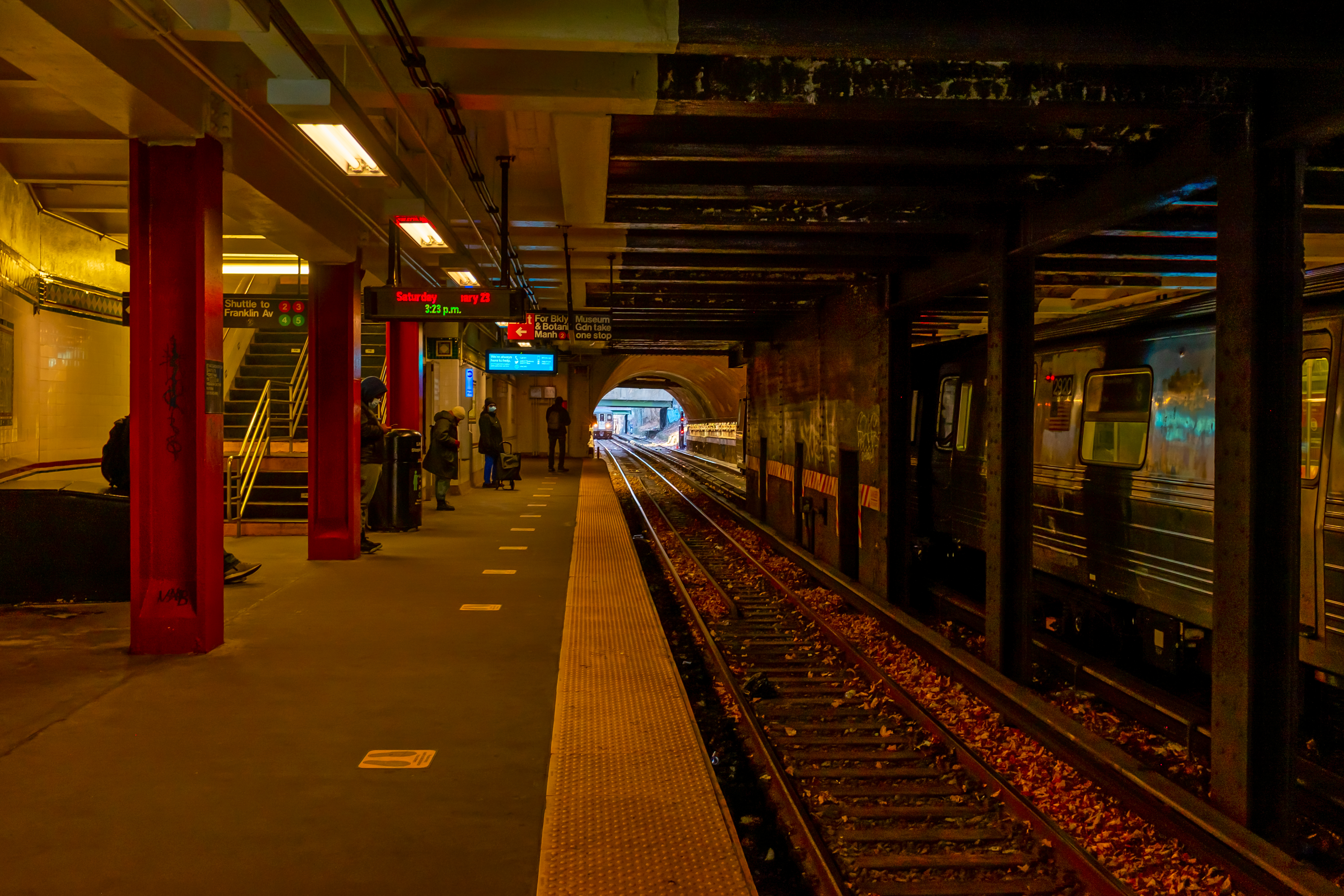
Shuttlezüge begegnen sich im Bahnhof Botanical Garden
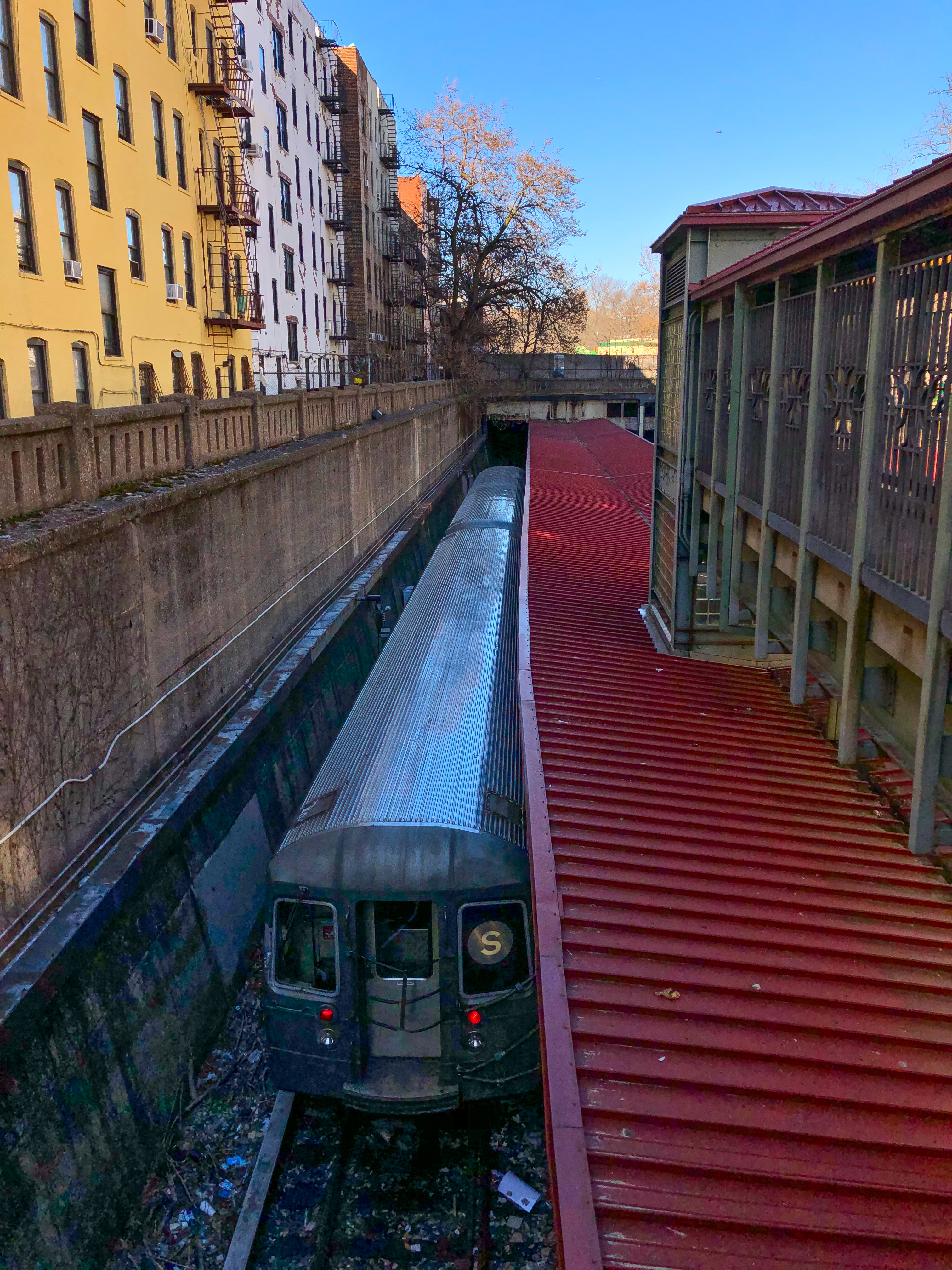
Zug im Bahnhof Prospect Park
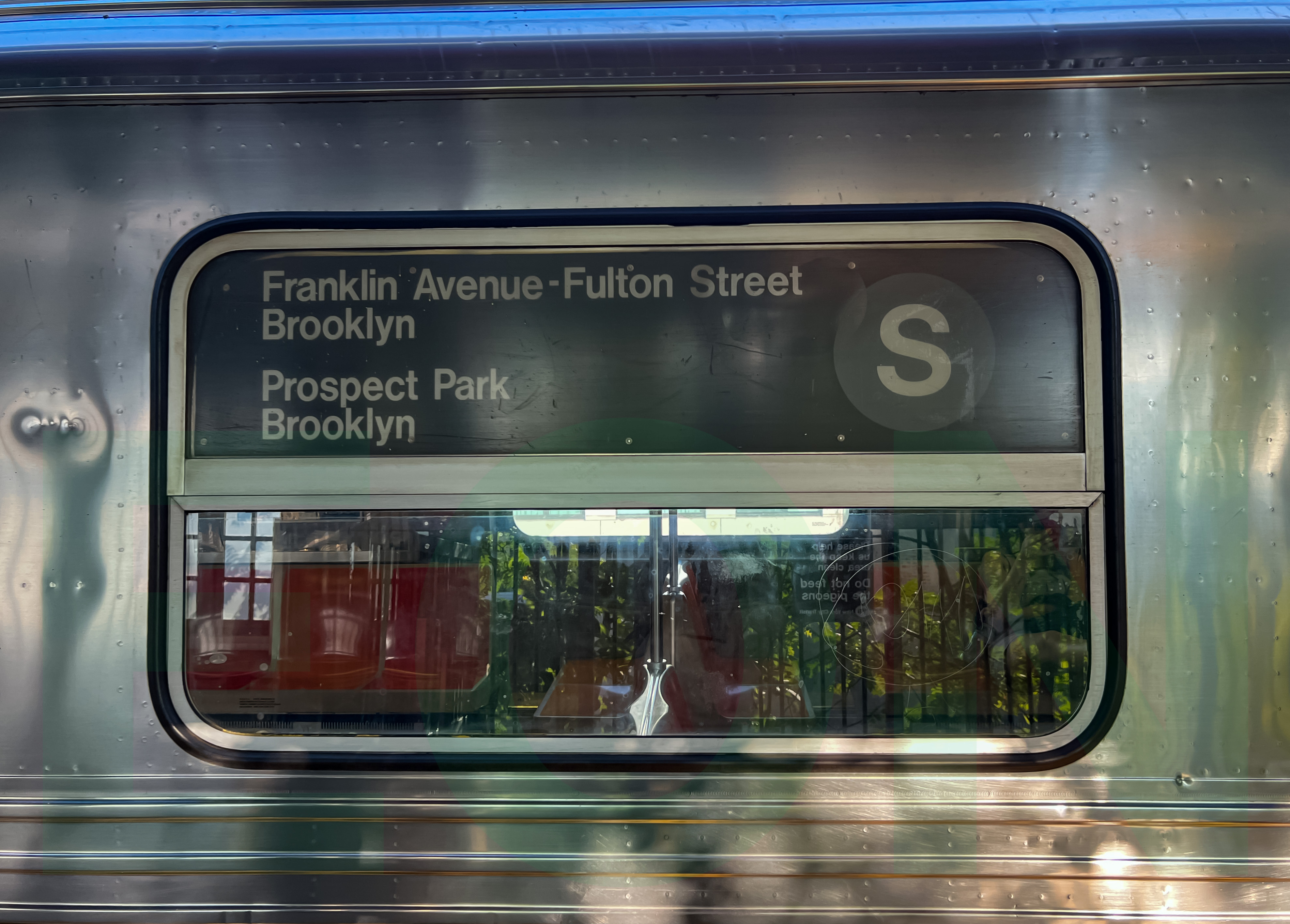
Seitenbeschilderung eines Zugs auf dem Franklin-Avenue-Shuttle

## Fahrzeuge
Mit Stand 2023 wird die Strecke mit zwei Zügen bedient, die aus je zwei Wagen des Typs R68 bestehen. Anders als bei den meisten anderen Linien der New Yorker U-Bahn ist jeder Zug allein mit einem Fahrer besetzt und verkehrt ohne Conductor. An beiden Endbahnhöfen findet der Fahrtrichtungswechsel statt, indem der Operator zum Führerraum am jeweils anderen Zugende geht, während der Zug am Bahnsteig steht.

## Fahrplan
Tagsüber fährt der Franklin-Avenue-Shuttle im 10-Minuten-Takt. Nachts fährt der Shuttle alle 20 Minuten. Die Fahrzeit beträgt 6 bis 7 Minuten. (Stand 2023)

## Weiterführende Informationen